# 860-е годы до н. э.

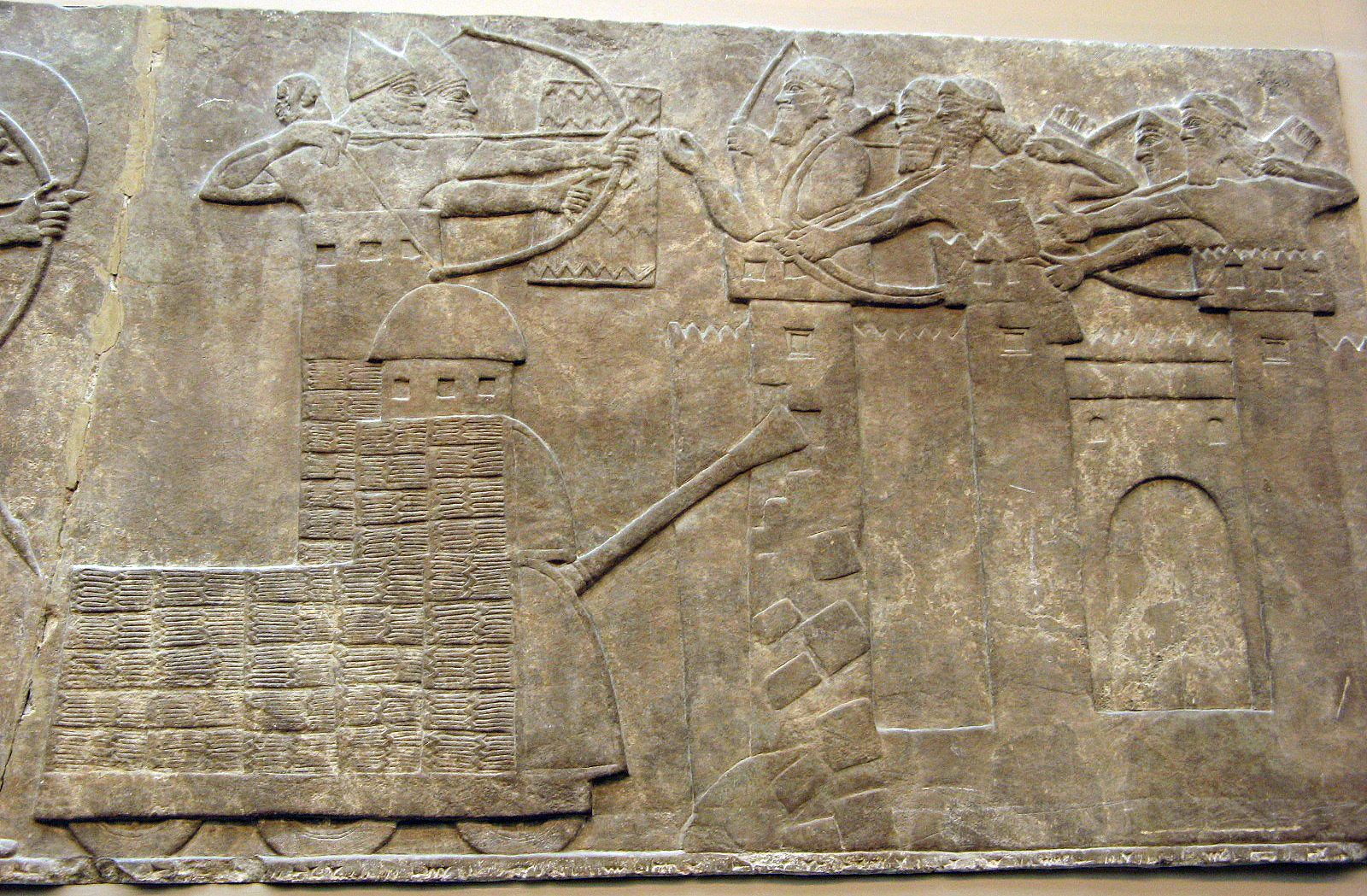
Нападение ассирийцев на город с лучниками и тараном на колесах

860-е (восемьсо́т шестидеся́тые) го́ды до на́шей э́ры по пролептическому юлианскому календарю — промежуток времени с 1 января 869 года до н. э. по 31 декабря 860 года до н. э., включающий с 869 по 861 годы 4-го десятилетия  и 860 год 5-го десятилетия IX века 1-го тысячелетия до н. э. Им предшествовали 870-е годы до н. э., за ними следовали 850-е годы до н. э. Они закончились 2885 лет назад.

## Датированные события
- 869 — умер царь Иудеи Аса[1], на престол взошёл его сын Иосафат.
- 868 — Ассирия под правлением Ашшур-нацир-апала ІІ начала брать дань с Тира, ежегодная дань с Финикии 250 кг золота. Сидона и других городов Ханаана[2].
- 867 (3 год Иосафата[3]) — Царь Иудеи Иосафат отправляет по городам князей и левитов для поучения народа «книге закона Иеговы».
- 867 — умер князь Вэй Чжэнь-бо, ему наследовал Цин-хоу (эра правления 866—855), которого И-ван II возвёл в ранг хоу[4].
- 866 — восстание против ассирийцев на северо-западе и его подавление.[источник не указан 923 дня]
- 865 — умер князь Цао Сяо-бо (Юнь), ему наследовал сын Си (И-бо, эра правления 864—835)[5].
- 865 — умер князь Янь (имя неизвестно), ему наследовал Хуэй-хоу (эра правления 864—827)[6].
- 864 — умер князь Цай Ли-хоу, ему наследовал сын У-хоу (эра правления 863—838)[7].
- 863 — родился будущий царь Иудеи Охозия; он воцарился в 22 года[8].
- 864/863 (или 856) — умер царь Тира Итобаал I, на престол взошёл его сын Баалезор II.